# Beppie de Vries
Elisabeth 'Beppie' de Vries (Nieuwer-Amstel, 13 april 1893 - Den Haag, 9 juni 1965) was een Nederlands operazangeres en actrice.

## Levensloop
Hoewel sommige bronnen beweren dat ze in 1890 is geboren, wordt 1893 genoemd als haar officiële geboortejaar. Ze begon haar carrière als zangeres in de operette en revue. In 1914 speelde ze de vrouwelijke hoofdrol in de operette De Kinokoningin, waarin ze acteerde naast onder anderen Louis Davids. Ook was ze dat jaar te zien in de Hollandsche Schouwburg in de revue Verboden toegang. Ze maakte deel uit van een ensemble dat bestond uit onder anderen Heintje Davids, August Kiehl en Margie Morris. Ondertussen trouwde ze met Frits Lebret, een advocaat die in 1932 kwam te overlijden.
De Vries groeide door de jaren heen uit tot een van de grootste bekendheden van de Nederlandse opera. Ze speelde de hoofdrollen in verscheidene operettes, waaronder De Roos van Stamboul in 1920 en Surcouf de Kaper in 1921. Wegens haar populariteit kreeg ze in loop der tijd ook filmaanbiedingen. In 1918 maakte ze haar debuut in de stomme film Amerikaansche meisjes. In de jaren twintig speelde ze de hoofdrollen in de filmklassiekers De Jantjes (1922) en Bleeke Bet (1923). Op een gegeven moment verwierf ze ook internationale bekendheid. Na haar optreden in de operette Gri-Gri vertrok ze naar Engeland om daar haar succes te vinden.
De Vries trok het land door om op te treden als zangeres. In 1927 accepteerde ze een aanbod om na een tour in Parijs met de boot naar Melbourne te gaan om er de hoofdrol te vertolken in de operette Madame de Pompadour. Ze werd hierin de ster van de show genoemd. Ook speelde ze dat jaar in een opvoering van The Student Prince. Ze werd erg populair, de The New York Times noemde haar zelfs 'de Nederlandse prima donna'. Ze vertrok vervolgens naar de Verenigde Staten, waar ze in 1929 de hoofdrol vertolkte in de operette The Merry Widow. De operette werd een groot succes en had verscheidene revivals, waaronder een in 1932. De Vries kreeg voor haar rol veel lof van critici. In 1931 was ze te zien in de musical Accidentally Yours.
Toch verwaarloosde De Vries haar geboorteland niet. In 1931 sprak ze, in gezelschap van collega Maurice Chevalier, het publiek toe van het tienjarig jubileum van het Tuschinski Theater. Ze keerde in de tweede helft van de jaren dertig terug naar Nederland en begon er te werken in de revue. Zo speelde ze in 1936 in Lachende Komedianten. In de jaren vijftig trok ze opnieuw naar de Verenigde Staten en kreeg daar gastrollen in verscheidene televisieseries, waaronder I Love Lucy in 1954. Ook had ze een rol in de Amerikaanse film Get Out of Town (1960). Ze keerde hierna terug naar Nederland, waar ze enkele jaren later overleed op 72-jarige leeftijd.